# Běh na lyžích na Zimních olympijských hrách 2018 – sprint muži
Sprint mužů, běžecká disciplína z programu Zimních olympijských her 2018 se konal 23. února 2018 v Běžeckém centru Alpensia v Pchjongčchangu. Závodilo se klasickým stylem.
Vítězem se stal norský závodník Johannes Høsflot Klæbo. Ve finálovém běhu si vypracoval rozhodující náskok v posledním stoupání, v cílové rovince jej již nikdo nemohl ohrozit. Těsný souboj o stříbro pro sebe rozhodl Ital Federico Pellegrino, bronz bral Rus Alexandr Bolšunov. 

## Program
Časy jsou uvedeny v jihokorejském čase (UTC+9).
| Datum          | Čas   | Fáze závodu     |
| -------------- | ----- | --------------- |
| 13. února 2018 | 18:15 | Kvalifikace     |
| 13. února 2018 | 20:25 | Vyřazovací fáze |

## Výsledky
Q — postoupil do další fáze
LL — šťastný poražený
FF — fotofiniš

### Kvalifikace
| Pořadí | Číslo | Závodník                | Země                         | Čas     | Ztráta   | Poznámka |
| ------ | ----- | ----------------------- | ---------------------------- | ------- | -------- | -------- |
| 1      | 9     | Ristomatti Hakola       | Finsko                       | 3:08.54 | —        | Q        |
| 2      | 19    | Johannes Høsflot Klæbo  | Norsko                       | 3:08.73 | +0.19    | Q        |
| 3      | 5     | Alexandr Bolšunov       | Olympijští sportovci z Ruska | 3:10.20 | +1.66    | Q        |
| 4      | 27    | Maicol Rastelli         | Itálie                       | 3:11.32 | +2.78    | Q        |
| 5      | 12    | Teodor Peterson         | Švédsko                      | 3:11.55 | +3.01    | Q        |
| 6      | 22    | Alexandr Panžinskij     | Olympijští sportovci z Ruska | 3:11.63 | +3.09    | Q        |
| 7      | 13    | Oskar Svensson          | Švédsko                      | 3:12.02 | +3.48    | Q        |
| 8      | 30    | Viktor Thorn            | Švédsko                      | 3:12.19 | +3.65    | Q        |
| 9      | 16    | Federico Pellegrino     | Itálie                       | 3:13.18 | +4.64    | Q        |
| 10     | 1     | Calle Halfvarsson       | Švédsko                      | 3:13.27 | +4.73    | Q        |
| 11     | 17    | Pål Golberg             | Norsko                       | 3:13.71 | +5.17    | Q        |
| 12     | 8     | Emil Iversen            | Norsko                       | 3:14.36 | +5.82    | Q        |
| 13     | 24    | Alexej Poltoranin       | Kazachstán                   | 3:14.43 | +5.89    | Q        |
| 14     | 25    | Alexej Vicenko          | Olympijští sportovci z Ruska | 3:14.56 | +6.02    | Q        |
| 15     | 32    | Marko Kilp              | Estonsko                     | 3:15.05 | +6.51    | Q        |
| 16     | 31    | Sebastian Eisenlauer    | Německo                      | 3:15.06 | +6.52    | Q        |
| 17     | 11    | Jovian Hediger          | Švýcarsko                    | 3:15.86 | +7.32    | Q        |
| 18     | 7     | Eirik Brandsdal         | Norsko                       | 3:15.95 | +7.41    | Q        |
| 19     | 2     | Simi Hamilton           | Spojené státy americké       | 3:16.13 | +7.59    | Q        |
| 20     | 4     | Baptiste Gros           | Francie                      | 3:16.27 | +7.73    | Q        |
| 21     | 10    | Iivo Niskanen           | Finsko                       | 3:16.37 | +7.83    | Q        |
| 22     | 45    | Thomas Bing             | Německo                      | 3:16.66 | +8.12    | Q        |
| 23     | 14    | Lauri Vuorinen          | Finsko                       | 3:16.69 | +8.15    | Q        |
| 24     | 6     | Martti Jylhä            | Finsko                       | 3:16.79 | +8.25    | Q        |
| 25     | 51    | Peter Mlynár            | Slovensko                    | 3:16.82 | +8.28    | Q        |
| 26     | 39    | Len Väljas              | Kanada                       | 3:17.11 | +8.57    | Q        |
| 27     | 41    | Aljaksandr Voranau      | Bělorusko                    | 3:17.12 | +8.58    | Q        |
| 28     | 53    | Kamil Bury              | Polsko                       | 3:17.15 | +8.61    | Q        |
| 29     | 3     | Richard Jouve           | Francie                      | 3:17.69 | +9.15    | Q        |
| 30     | 34    | Erik Bjornsen           | Spojené státy americké       | 3:17.69 | +9.15    | Q        |
| 31     | 33    | Raido Ränkel            | Estonsko                     | 3:17.88 | +9.34    |          |
| 32     | 15    | Alex Harvey             | Kanada                       | 3:17.95 | +9.41    |          |
| 32     | 29    | Miha Šimenc             | Slovinsko                    | 3:17.95 | +9.41    |          |
| 34     | 20    | Lucas Chanavat          | Francie                      | 3:18.46 | +9.92    |          |
| 35     | 23    | Dominik Baldauf         | Rakousko                     | 3:18.54 | +10.00   |          |
| 35     | 52    | Jesse Cockney           | Kanada                       | 3:18.54 | +10.00   |          |
| 37     | 21    | Andrew Newell           | Spojené státy americké       | 3:19.36 | +10.82   |          |
| 38     | 26    | Maciej Staręga          | Polsko                       | 3:19.42 | +10.88   |          |
| 39     | 60    | Ueli Schnider           | Švýcarsko                    | 3:19.47 | +10.93   |          |
| 40     | 50    | Mirco Bertolina         | Itálie                       | 3:20.07 | +11.53   |          |
| 41     | 38    | Stefan Zelger           | Itálie                       | 3:20.18 | +11.64   |          |
| 42     | 44    | Logan Hanneman          | Spojené státy americké       | 3:20.74 | +12.20   |          |
| 43     | 58    | Aleš Razým              | Česko                        | 3:21.05 | +12.51   |          |
| 44     | 47    | Modestas Vaičiulis      | Litva                        | 3:21.10 | +12.56   |          |
| 45     | 18    | Andrew Young            | Velká Británie               | 3:21.50 | +12.96   |          |
| 46     | 28    | Janez Lampič            | Slovinsko                    | 3:22:03 | +13.49   |          |
| 47     | 59    | Alin Florin Cioanca     | Rumunsko                     | 3:22.22 | +13.68   |          |
| 48     | 37    | Andrej Melničenko       | Olympijští sportovci z Ruska | 3:22.27 | +13.73   |          |
| 49     | 56    | Magnus Kim              | Jižní Korea                  | 3:22.36 | +13.82   |          |
| 50     | 35    | Erwan Käser             | Švýcarsko                    | 3:22.48 | +13.94   |          |
| 51     | 43    | Denis Volotka           | Kazachstán                   | 3:22.52 | +13.98   |          |
| 52     | 49    | Karel Tammjärv          | Estonsko                     | 3:22.68 | +14.14   |          |
| 53     | 36    | Luis Stadlober          | Rakousko                     | 3:23.01 | +14.47   |          |
| 54     | 46    | Russell Kennedy         | Kanada                       | 3:23.37 | +14.83   |          |
| 55     | 71    | Isak Stianson Pedersen  | Island                       | 3:24.57 | +16.03   |          |
| 56     | 62    | Andrej Segeč            | Slovensko                    | 3:24.84 | +16.30   |          |
| 57     | 63    | Mark Chanloung          | Thajsko                      | 3:26.12 | +17.58   |          |
| 58     | 55    | Miroslav Rypl           | Česko                        | 3:27.46 | +18.92   |          |
| 59     | 68    | Veselin Cinzov          | Bulharsko                    | 3:28.19 | +19.65   |          |
| 60     | 40    | Michal Novák            | Česko                        | 3:28.33 | +19.79   |          |
| 61     | 61    | Miroslav Šulek          | Slovensko                    | 3:28.74 | +20.20   |          |
| 62     | 70    | Thomas Hjalmar Westgård | Irsko                        | 3:29.16 | +21.07   |          |
| 63     | 57    | Indulis Bikše           | Lotyšsko                     | 3:30.53 | +21.99   |          |
| 64     | 67    | Mantas Strolia          | Litva                        | 3:31.11 | +22.57   |          |
| 65     | 42    | Phillip Bellingham      | Austrálie                    | 3:31.54 | +23.00   |          |
| 66     | 54    | Čchiang Wang            | Čína                         | 3:31.56 | +23.02   |          |
| 67     | 65    | Ádám Kónya              | Maďarsko                     | 3:31.84 | +23.30   |          |
| 68     | 75    | Jordan Čučuganov        | Bulharsko                    | 3:32.62 | +24.08   |          |
| 69     | 66    | Edi Dadić               | Chorvatsko                   | 3:33.17 | +24.63   |          |
| 70     | 48    | Oleksij Krasovskij      | Ukrajina                     | 3:33.40 | +24.86   |          |
| 71     | 73    | Hamza Dursun            | Turecko                      | 3:36.53 | +27.99   |          |
| 72     | 74    | Sergej Mikajeljan       | Arménie                      | 3:37.40 | +28.86   |          |
| 73     | 69    | Andrij Orlik            | Ukrajina                     | 3:39.18 | +30.64   |          |
| 74     | 80    | Apostolos Angelis       | Řecko                        | 3:47.10 | +38.56   |          |
| 75     | 72    | Damir Rastić            | Srbsko                       | 3:50.65 | +42.11   |          |
| 76     | 78    | Sattar Seid             | Írán                         | 3:56.08 | +47.54   |          |
| 77     | 77    | Ömer Ayçiçek            | Turecko                      | 3:57.91 | +49.37   |          |
| 78     | 76    | Tariel Žarkymbajev      | Kyrgyzstán                   | 4:05.99 | +57.45   |          |
| 79     | 79    | Stavre Jada             | Makedonie                    | 4:23.85 | +1:15.31 |          |
| 80     | 64    | Čching-chaj Sun         | Čína                         | DSQ     | +99.99   |          |

### Čtvrtfinále
Čtvrtfinále 1
| Pořadí | Číslo | Závodník               | Země                   | Čas     | Ztráta | Poznámka |
| ------ | ----- | ---------------------- | ---------------------- | ------- | ------ | -------- |
| 1      | 2     | Johannes Høsflot Klæbo | Norsko                 | 3:11.09 | —      | Q        |
| 2      | 5     | Teodor Peterson        | Švédsko                | 3:12.23 | +1.14  | Q        |
| 3      | 29    | Richard Jouve          | Francie                | 3:12.40 | +1.31  |          |
| 4      | 13    | Alexej Poltoranin      | Kazachstán             | 3:12.60 | +1.51  |          |
| 5      | 30    | Erik Bjornsen          | Spojené státy americké | 3:12.72 | +1.63  |          |
| 6      | 4     | Maicol Rastelli        | Itálie                 | 3:14.38 | +3.29  |          |

Čtvrtfinále 2
| Pořadí | Číslo | Závodník            | Země     | Čas     | Ztráta | Poznámka |
| ------ | ----- | ------------------- | -------- | ------- | ------ | -------- |
| 1      | 9     | Federico Pellegrino | Itálie   | 3:10.55 | —      | Q        |
| 2      | 11    | Pål Golberg         | Norsko   | 3:11.07 | +0.52  | Q        |
| 3      | 10    | Calle Halfvarsson   | Švédsko  | 3:11.95 | +1.40  |          |
| 4      | 15    | Marko Kilp          | Estonsko | 3:12.00 | +1.45  |          |
| 5      | 18    | Eirik Brandsdal     | Norsko   | 3:18.25 | +7.70  |          |
| 6      | 28    | Kamil Bury          | Polsko   | 3:25.79 | +15.24 |          |

Čtvrtfinále 3
| Pořadí | Číslo | Závodník           | Země                         | Čas     | Ztráta | Poznámka |
| ------ | ----- | ------------------ | ---------------------------- | ------- | ------ | -------- |
| 1      | 3     | Alexandr Bolšunov  | Olympijští sportovci z Ruska | 3:08.45 | —      | Q        |
| 2      | 1     | Ristomatti Hakola  | Finsko                       | 3:09.41 | +0.96  | Q        |
| 3      | 21    | Iivo Niskanen      | Finsko                       | 3:12.20 | +3.75  |          |
| 4      | 17    | Jovian Hediger     | Švýcarsko                    | 3:14.25 | +5.80  |          |
| 5      | 27    | Aljaksandr Voranau | Bělorusko                    | 3:14.95 | +6.50  |          |
| 6      | 8     | Viktor Thorn       | Švédsko                      | 3:17.33 | +8.88  |          |

Čtvrtfinále 4
| Pořadí | Číslo | Závodník             | Země                         | Čas     | Ztráta | Poznámka |
| ------ | ----- | -------------------- | ---------------------------- | ------- | ------ | -------- |
| 1      | 7     | Oskar Svensson       | Švédsko                      | 3:08.77 | —      | Q        |
| 2      | 12    | Emil Iversen         | Norsko                       | 3:10.21 | +1.44  | Q        |
| 3      | 26    | Len Väljas           | Kanada                       | 3:10.87 | +2.10  | LL       |
| 4      | 6     | Alexandr Panžinskij  | Olympijští sportovci z Ruska | 3:11.15 | +2.38  | LL       |
| 5      | 25    | Peter Mlynár         | Slovensko                    | 3:15.77 | +7.00  |          |
| 6      | 16    | Sebastian Eisenlauer | Německo                      | 3:16.22 | +7.45  |          |

Čtvrtfinále 5
| Pořadí | Číslo | Závodník       | Země                         | Čas     | Ztráta | Poznámka |
| ------ | ----- | -------------- | ---------------------------- | ------- | ------ | -------- |
| 1      | 24    | Martti Jylhä   | Finsko                       | 3:17.46 | —      | Q        |
| 2      | 20    | Baptiste Gros  | Francie                      | 3:18.62 | +1.16  | Q        |
| 3      | 22    | Thomas Bing    | Německo                      | 3:18.64 | +1.18  |          |
| 4      | 19    | Simi Hamilton  | Spojené státy americké       | 3:27.89 | +10.43 |          |
| 5      | 14    | Alexej Vicenko | Olympijští sportovci z Ruska | 3:30.72 | +13.26 |          |
| 6      | 23    | Lauri Vuorinen | Finsko                       | 3:33.13 | +15.67 |          |

### Semifinále
Semifinále 1
| Pořadí | Číslo | Závodník               | Země                         | Čas     | Ztráta | Poznámka |
| ------ | ----- | ---------------------- | ---------------------------- | ------- | ------ | -------- |
| 1      | 2     | Johannes Høsflot Klæbo | Norsko                       | 3:06.01 | —      | Q        |
| 2      | 9     | Federico Pellegrino    | Itálie                       | 3:06.17 | +0.16  | Q        |
| 3      | 3     | Alexandr Bolšunov      | Olympijští sportovci z Ruska | 3:06.63 | +0.62  | LL       |
| 4      | 11    | Pål Golberg            | Norsko                       | 3:07.24 | +1.23  | LL       |
| 5      | 5     | Teodor Peterson        | Švédsko                      | 3:11.02 | +5.01  |          |
| 6      | 6     | Alexandr Panžinskij    | Olympijští sportovci z Ruska | 3:19.05 | +13.04 |          |

Semifinále 2
| Pořadí | Číslo | Závodník          | Země    | Čas     | Ztráta | Poznámka |
| ------ | ----- | ----------------- | ------- | ------- | ------ | -------- |
| 1      | 1     | Ristomatti Hakola | Finsko  | 3:09.93 | —      | Q        |
| 2      | 7     | Oskar Svensson    | Švédsko | 3:10.61 | +0.68  | Q        |
| 3      | 26    | Len Väljas        | Kanada  | 3:13.91 | +3.98  |          |
| 4      | 12    | Emil Iversen      | Norsko  | 3:14.09 | +4.16  |          |
| 5      | 24    | Martti Jylhä      | Finsko  | 3:14.93 | +5.00  |          |
| 6      | 20    | Baptiste Gros     | Francie | 3:27.44 | +17.51 |          |

### Finále
| Pořadí           | Číslo | Závodník               | Země                         | Čas     | Ztráta | Poznámka |
| ---------------- | ----- | ---------------------- | ---------------------------- | ------- | ------ | -------- |
| Zlatá medaile    | 2     | Johannes Høsflot Klæbo | Norsko                       | 3:05.75 | —      |          |
| Stříbrná medaile | 9     | Federico Pellegrino    | Itálie                       | 3:07.09 | +1.34  | FF       |
| Bronzová medaile | 3     | Alexandr Bolšunov      | Olympijští sportovci z Ruska | 3:07.11 | +1.36  | FF       |
| 4                | 11    | Pål Golberg            | Norsko                       | 3:09.56 | +3.81  |          |
| 5                | 7     | Oskar Svensson         | Švédsko                      | 3:13.48 | +7.73  |          |
| 6                | 1     | Ristomatti Hakola      | Finsko                       | 3:26.47 | +20.72 |          |